# 8. veljače
8. veljače (8. 2.) 39. je dan godine po gregorijanskom kalendaru.
Do kraja godine ima još 326 dana (327 u prijestupnoj godini).

## Događaji
- 1075. – Mletački dužd Dominik Silvije protjerao Normane iz dalmatinskih gradova koji su mu se svečano obvezali da nikada više neće dovoditi Normane ili strance u Dalmaciju.
- 1587. – Škotska kraljica Marija Stuart pogubljena je u dvorcu Fotheringhay zbog sumnje na upletenost u Babingtonovu zavjeru radi ubojstva svoje rođakinje kraljice Elizabete I. od Engleske
- 1904. – Započeo je Rusko-japanski rat iznenadnim torpednim napadom japanskih brodova na ruske brodove blizu današnjeg Lüshunkoua (Kina)
- 1984. – Otvorene XIV. Zimske olimpijske igre u Sarajevu
- 1992. – Otvorene XVI. Zimske olimpijske igre u francuskom Albertvilleu na kojoj je po prvi put nastupila i neovisna Hrvatska, a zastavu je nosio Tomislav Čižmešija
- 2002. – Otvorene XIX. Zimske olimpijske igre u Salt Lake Cityju
- 2009. – U mađarskom gradu Balatonfured, huligani su ubili rumunjskog rukometnog reprezentativca Mariana Cozmu, a teško su ranili hrvatskog rukometnog reprezentativca Ivana Pešića i srpskog rukometnog reprezentativca Žarka Šešuma.

| - 1404. – Konstantin XI. Paleolog, bizantski car († 1453.) - 1552. – Théodore-Agrippa d'Aubigné, francuski pjesnik († 1630.) - 1700. – Daniel Bernoulli, švicarski matematičar i fizičar († 1782.) - 1819. – John Ruskin, britanski estetičar i sociolog († 1900.) - 1820. – William T. Sherman, američki general († 1891.) - 1828. – Jules Verne, francuski književnik († 1905.) - 1830. – Abdul Aziz, turski sultan († 1876.) - 1834. – Dmitrij Ivanovič Mendeljejev, ruski kemičar († 1907.) - 1882. – Franjo Koščec, hrvatski entomolog († 1968.) - 1885. – Ivan Kozarac, hrvatski književnik († 1910.) - 1895. – Dragan Plamenac, hrvatski muzikolog i skladatelj († 1983.) - 1925. – Jack Lemmon, američki filmski glumac († 2001.) - 1931. – James Dean, američki filmski glumac († 1955.) - 1952. – Milan Mitrović, hrvatski radijski i televizijski novinar i urednik († 2017.) - 1957. – Snježana Tribuson, hrvatska redateljica, scenaristica i glumica - 1963. – Marijan Ban, hrvatski glazbenik - 1986. – Sanna Kämäräinen, finska atletičarka - 1987. – Carolina Kostner, talijanska klizačica | - 1204. – Aleksije IV. Angel, bizantski car (* 1182.) - 1265. – Hulagu-kan, mongolski kan (oko * 1215.) - 1314. – Jelena Anžujska, srpska kraljica (* o. 1236.) - 1382. – Blanka, franačka kraljevna (* 1328.) - 1537. – Jeronim Emilijani. talijanski svetac (* 1486.) - 1587. – Marija Stuart, škotska kraljica - 1676. – Aleksej I., ruski car (* 1629.) - 1696. – Ivan V., ruski car (* 1666.) - 1725. – Petar Veliki, ruski car (* 1672.) - 1849. – France Prešern, slovenski pjesnik i preporoditelj (* 1800.) - 1921. – Pjotr Kropotkin, ruski intelektualac (* 1842.) - 1947. – Josephine Bakhita – sudanska svetica (* 1869.) - 1957. – Walther Bothe, njemački fizičar i nobelovac (* 1891.) - 1957. – John von Neumann, američki matematičar i polihistor (* 1903.) - 1979. – Dennis Gabor, britanski elektrotehničar, fizičar i nobelovac (* 1900.) - 1990. – Del Shannon, američki glazbenik (* 1934.) - 1998. – Halldór Laxness, islandski književnik i nobelovac (* 1902.) - 2007. – Anna Nicole Smith, američka manekenka i glumica (* 1967.) - 2017. – Peter Mansfield, britanski liječnik i nobelovac (* 1933.) - 2021. – Ivan Andrašić, hrvatski novinar, pjesnik i dramaturg iz Srbije (* 1955.) - 2021. – Dragutin Drk, hrvatski poduzetnik (* 1937.) - 2023. – Miroslav Blažević, četvrti izbornik hrvatske nogometne reprezentacije (* 1935.) |

## Blagdani i spomendani
- Svjetski dan braka
- Jeronim Emilijani

## Imendani
- Jeronim
- Jerko
- Jozefina
- Mladen